# Giuseppe Zigaina
Giuseppe Zigaina (Cervignano del Friuli, 2 de abril de 1924 – Palmanova, 16 de abril de 2015) fue un pintor y ensayista italiano.

## Biografía
Giuseppe Zigaina nació el 2 de abril de 1924 en el pueblo de Cervignano Del Friuli, en la región italiana Friuli-Venecia Julia. En 1944, Zigaina se matriculó en la Academia de Venecia para estudiar la carrera de Arquitectura. Alrededor de 1945 se convirtió en uno de los principales fundadores del movimiento neorrealista italiano, tras inspirarse en las obras poscubistas de Picasso y del Expresionismo alemán. La piedra angular fue, en 1946, la amistad que trabó con Pier Paolo Pasolini, escritor, poeta y director de cine italiano. A partir de los años cincuenta empezó a exponer sus obras en ciudades italianas como Milán, Bolonia y Florencia y europeas como París, Londres y Viena, que lo consagraron como artista de fama internacional. De hecho, en 1954 Zigaina expuso en la Bienal de São Paulo en Brasil, en 1956 lo hizo en la Bienal de Venecia y en la Exposición del dibujo italiano en la URSS.
En los primeros años de la década de los sesenta, Zigaina empezó a formar parte de la Sociedad Europea de Cultura así como de la Academia San Lucas de Roma. En 1962, una de sus obras fue presentada en la exposición Contemporary Italian Paintings, que tuvo lugar en distintas ciudades australianas. Entre 1963 y 1964 el artista exhibió sus obras en la exposición Peintures italiennes d’aujourd’hui que se desarrolló entre Oriente Próximo y África del Norte. 
En 1984 Zigaina obtuvo una cátedra en el Art Institute de San Francisco y solamente tres años después, expuso en la Bienal de Reijkiavik y en la Bienal del grabado de Varna, en Bulgaria. En los años noventa el artista publicó una de sus obras más conocidas, es decir, Hostia. Trilogia della morte di Pier Paolo Pasolini, y le otorgaron distintos premios, como por ejemplo el Grand prix Alpe Adria de Lubiana y el Premio Terni para la cultura. 
Giuseppe Zigaina murió en abril de 2015, en su región natal.

## Zigaina y Pasolini
Giuseppe Zigaina conoció a Pier Paolo Pasolini, escritor y director de cine en 1946. Pasolini, que amaba la pintura, dedicó algunas críticas a las primeras exposiciones de Zigaina. De esta forma los dos jóvenes, ambos friulanos, empezaron por casualidad una larga y fértil colaboración artística e intelectual. Tres años más tarde, Zigaina expuso sus obras en la Galleria d’Arte Moderna de Roma y realizó trece dibujos para la obra Dov’è la mia patria, una colección de poemas de su amigo Pier Paolo Pasolini.
En 1955, después de haber visto en Roma una exposición de Zigaina que le recordaba la atmósfera de Friuli, Pasolini le dedicó a su amigo el poema Quadri friulani, que luego publicó en la obra Las cenizas de Gramsci (1957).
En 1968, Pasolini llamó a Zigaina para que colaborara con él en la película Teorema como "consultor de técnicas de color y pintura", pero en realidad le hizo realizar todos los dibujos que aparecen en la película. Un año después, en cambio, Zigaina le enseñó a Pasolini la laguna de Grado, donde en 1970 grabaría algunas escenas de Medea. La protagonista es Maria Callas, quien, cruzando la laguna todos los días en la barca de Zigaina para llegar al set, le confió al pintor su amor imposible por Pasolini.
El año siguiente Pasolini estuvo en Bolzano para grabar algunas escenas del Decamerón. El director interrumpió la grabación de la película y le pidió a Franco Rossellini, el productor delegado, que le confiara a Zigaina la parte del "Frate Santo". La tripulación permaneció inactiva durante tres días. Los trabajos se reanudaron solo cuando Zigaina, después de haber leído el guion, aceptó interpretar el papel del fraile.
Al amanecer del 2 de noviembre de 1975, la policía encontró el cuerpo masacrado de Pasolini en un campo de fútbol a orillas del mar de Ostia. El propio Zigaina organizó el funeral de su amigo y la ceremonia tuvo lugar en Campo dei Fiori, en Roma. El cuerpo fue luego transportado a Friuli y enterrado en el pequeño cementerio de Casarsa della Delizia.

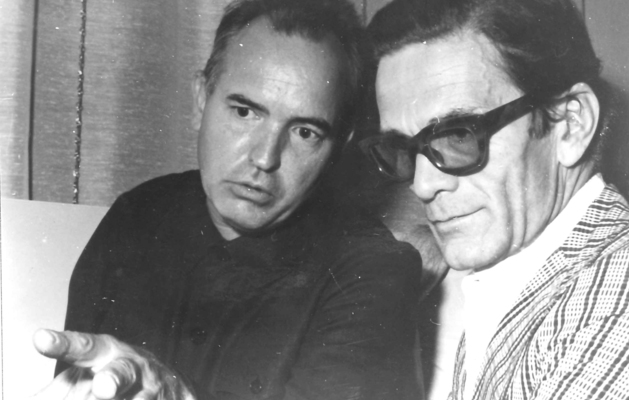
Giuseppe Zigaina y Pier Paolo Pasolini

El trabajo heurístico de Zigaina sobre la vida de Pasolini comenzó después de la muerte del escritor. De hecho, en 1984, el artista friulano celebró una conferencia en la Universidad de Berkeley sobre su revolucionaria teoría acerca de la muerte y del lenguaje de Pasolini, que desarrollaría tres años más tarde en su obra Pasolini e la morte.
También debe recordarse que Zigaina, además de presentar la obra cinematográfica de Pasolini en todo el mundo, editó la obra teatral Orgia para el Centro Andaluz de Teatro de Sevilla en 1992.

## Estilo

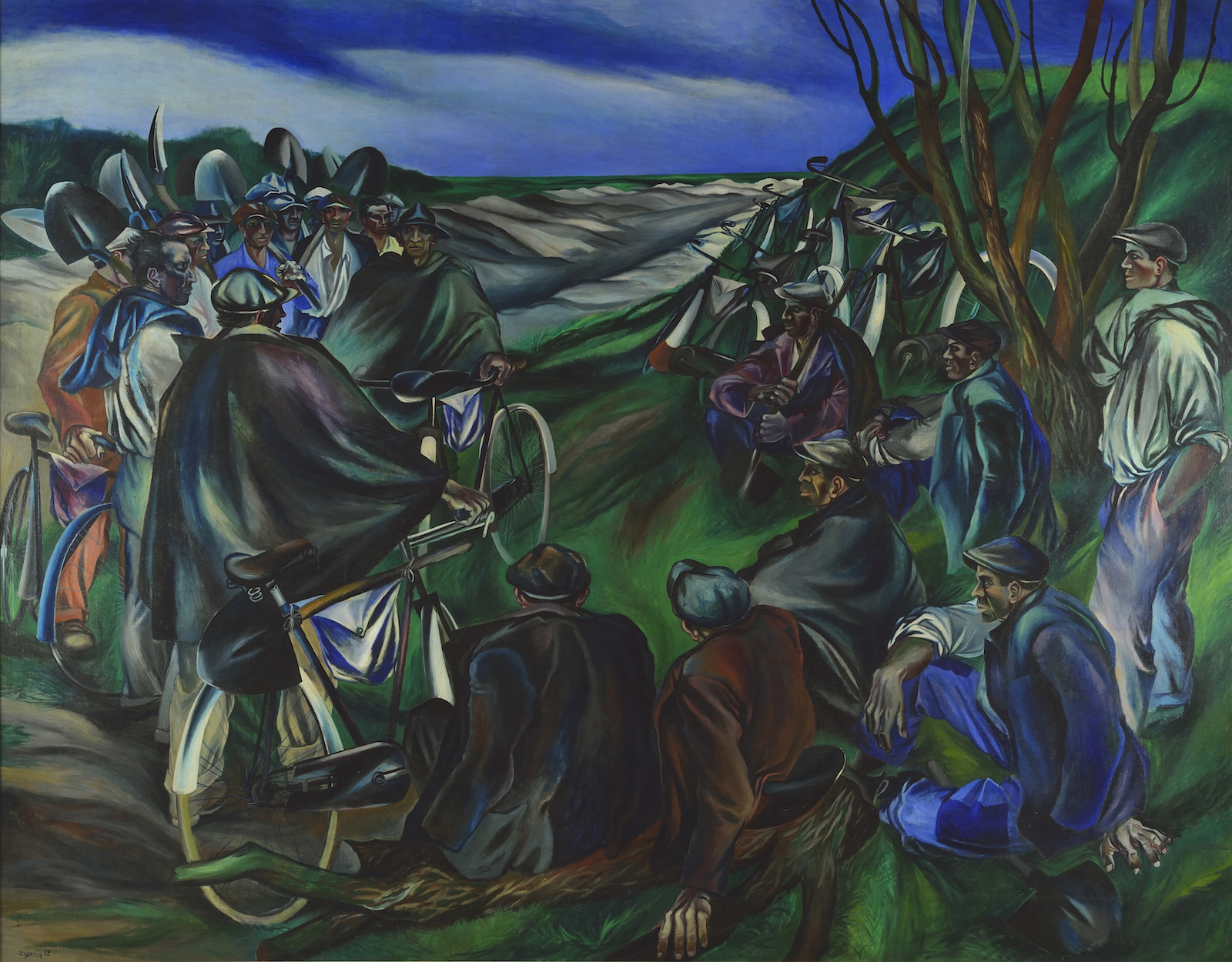
Assemblea dei braccianti sul Cormor: sciopero a rovescio del luglio 1950 (1952)

Giuseppe Zigaina fue uno de los máximos representantes del movimiento neorrealista italiano. En sus obras reflejó su interés por la condición de las clases sociales más desamparadas, de los campesinos y de todas las personas que viven al margen de la sociedad. Zigaina ofreció una serie magistral de imágenes asombrosas, que narran historias reales, verdaderas epopeyas de la clase obrera de sus tiempos.  Medios de locomoción, vagones, bicicletas cargadas con herramientas de trabajo y reproducidas con fuerza evocadora se convierten en testigos silenciosos de la eterna lucha de la vida en los campos. 
Una de sus obras más conocidas es Assemblea dei braccianti sul Cormor: sciopero a rovescio del luglio 1950, presentada por primera vez en 1952 con ocasión de la Bienal de Venecia. La obra representa la máxima expresión de la producción pictórica de este período y se erige como una obra maestra absoluta del neorrealismo italiano. En la inmóvil fijeza de los rostros, en la fuerte y viril tensión de los espíritus, la firme voluntad de los trabajadores friulanos, "armados" con palas y bicicletas, se sublima para que los jefes sientan su voz, para alejarse de la condición en la que vivieron durante siglos. Sin embargo, a finales de los años cincuenta, el pintor abandonó los temas tan dolorosos que había vivido y reflejado en sus obras y reemplazó la realidad del mundo campesino con la visión de la civilización industrial, interpretándola con un pesimismo sutil y crítico. Pertenecen a este periodo las obras Bambini che giocano alla guerra, Notturno italiano e Il Protagonista.
El "renacimiento" se produjo poco después, a través de la figura del padre que entró con fuerza en las composiciones de Zigaina y que se convirtió en el protagonista recurrente y símbolo dominante de sus obras, condicionando y caracterizando la pintura de los años siguientes. Estos no son, por supuesto, los únicos temas cubiertos por Zigaina. La serie Paesaggi – Cervelli, o Paesaggi come anatomie allana el camino a composiciones en las que emerge con fuerza el artista intelectual, cuya pintura es el fruto de un largo proceso interno lleno de meditaciones, dudas y recuerdos.
Obras como Verso la laguna. Notturno, La sera nel vigneto, Sui campi dell’arciduca e Il viaggiatore notturno, todas de 1980, además de pinturas con títulos similares de 1982 y de 1983, y Mio padre l’ariete de 1984, tienen como denominador común una representación extraordinaria a “vista de pájaro”, una audacia de perspectiva que por su espectacularidad cautivadora no deja de encontrar prosélitos, incluso en la era moderna, y en Salvador Dalí en particular.

## Obras literarias
Ensayos: no se han traducido al castellano
- Pasolini e la morte. Mito, alchimia e semantica del nulla lucente (1987). [Pasolini y la muerte. Mito, alquimia y semántica del nada reluciente]
- Pasolini tra enigma e profezia (1989). [Pasolini entre enigma y profecía]
- Pasolini e l'abiura (1994). [Pasolini y la abjuración]
- Hostia. Trilogia della morte di Pier Paolo Pasolini (1995). [Hostia. Trilogía de la muerte de Pier Paolo Pasolini]
- Verso la laguna (1995). [Hacia la laguna]
- Pasolini. Un'idea di stile: uno stilo (1999). [Pasolini. Una idea de estilo: un estilo]
- Temi e treni di Pier Paolo Pasolini (2000). [Temas y trenes de Pier Paolo Pasolini]
- Mio padre l'ariete (2001). [Mi padre el ariete]
- Pasolini e il suo nuovo teatro, «senza anteprime né prime né repliche» (2003). [Pasolini y su nuevo teatro, «sin estrenos ni preestrenos ni representaciones»]
- Pasolini e la morte. Un giallo puramente intellettuale (2005). [Pasolini y la muerte. Un misterio puramente intelectual]